# Valea lui Maș
Valea lui Maș – wieś w Rumunii, w okręgu Ardżesz, w gminie Mușătești. W 2011 roku liczyła 73 mieszkańców.